# Casa Blanca, Jocotitlán
Casa Blanca är en ort i Mexiko, tillhörande kommunen Jocotitlán i den nordvästra delen av delstaten Mexiko. Orten hade 103 invånare vid folkräkningen 2010.